# بيتر نورتن
بيتر نورتن (بالإنجليزية: Peter Norton)‏ (ولد في 14 نوفمبر، 1943) أمريكي ناشر ومطور برمجيات.

## السيرة الذاتية
ولد نورتن في أبيردين، واشنطن، الولايات المتحدة؛ درس في كلية ريد في بورتلاند وتخرج في عام 1965. في السبعينيات عمل بيتر كراهب بوذي لفترة زمنية قصيرة. في الثمانينيات، أنتج بيتر أداة شهيرة لاسترجاع البيانات المسموحة من أقراص الدوس؛ وتبعتها العديد من الأدوات التي جمعت في برنامج نورتن يوتيليتيز.
إلى جنب نورتن يوتيليتيز أصدر بيتر نورتن كوماندر كأداة لإدارة ملفات الدوس. في عام 1990 باع بيتر شركته لسيمانتك، ومع ذلك بقي اسم نورتن التجاري على أسماء هذه المنتجات وغيرها من منتجات سيمانتك مثل نورتن أنتي فايرس.
أسس بيتر وزوجته فيما بعد مؤسسة عائلة بيتر نورتن، التي تقدم الدعم الغير ربحي للخدمات الإنسانية.

## روابط خارجية
- بيتر نورتن على موقع إن إن دي بي (الإنجليزية)